# سانغجو
سانغجو (بالإنجليزية: Sangju) هي مدينة تقع في كوريا الجنوبية في غيونغسانغ الشمالية (مقاطعة).  يقدر عدد سكانها بـ 105,370 نسمة ومساحتها 1,254.82 كم2 .

## المدن التوأمة
مدينة دافيس، يولو، كاليفورنيا هي مدينة توأمة لـسانغجو.